# Jozefina
Jozefina (Jozefinska cesta, Josipova cesta, cesta Karlovac – Senj) povijesna je cesta koja povezuje grad i luku Senj na obali Jadranskoga mora s gradom Karlovcem u središnjoj Hrvatskoj, odnosno sjeverno hrvatsko primorje i središnju Hrvatsku. 

## Povijest trase
Još u antičkim vremenima okvirna trasa buduće ceste korištena je kao prometni pravac. U srednjemu vijeku zabilježen je put Zagreb – Karlovac – Modruš Potok – Kapela – Senj koji nije imao obilježja pravilno izgrađenoga puta te je moguće ponekad ovisno o vremenu i godišnjem dobu mijenjao trasu. Propadanjem gospodarskog i inog života kao posljedice turskih provala dolazi i do opadanja prometa tim pravcem i zapuštanja postojećih putova. 
Tek krajem 17. i početkom 18. stoljeća dolazi do gospodarskog oporavka i sporoga rasta trgovine. Jedna od glavnih zapreka trgovini bilo je nepostojanje uređenih putova: roba se na relaciji Senj – Karlovac prenosila na konjima, jer je pravac bio neprohodan za promet kola, a sam put je, ovisno o vremenskim prilikama trajao 5 do 7 dana. Također, nepostojanje uređenih cesta bila je stalna smetnja vojnoj komunikaciji te će upravo zapovjedništvo Vojne krajine biti glavni inicijator budućega prometnoga povezivanja.

## Prvi pokušaj izgradnje (1759. – 1760.)
Krajiško zapovjedništvo u Karlovcu je sredinom 18. stoljeća ispitivalo je mogućnost izgradnje nove ceste od Karlovca, dolinom rijeke Mrežnice, do Kapele i dalje do Senja. Na poziv generala Patazzija u jesen 1759. godine u Karlovcu je održana konferencija o gradnji nove ceste. Utvrđena je trasa buduće ceste te odlučeno da se "sazovu knezovi iz svih mjesta kroz koja će prolaziti cesta kako bi se osigurala potrebna radna snaga i zaprežna vozila".
Gradnja je krenula s karlovačke strane te je iduće godine izgrađena prva dionica ceste od Karlovca do Svetog Petra Mrežničkog (danas u sastavu grada Duge Rese) u dužini od 10 kilometara. Daljnja izgradnja je stala zbog pomanjkanja financijskih sredstava.

## Struppijeva Jozefinska cesta (1775. – 1779.)
Prema legendi, Josip II., car Svetog Rimskog Carstva i kralj hrvatski, osobno se uvjerio u lošu povezanost Senja i zaleđa tako što je prelazeći Kapelu pored današnjega Josipdola pao s konja. Bilo zbog toga, ili zbog vojnih potreba za boljim komunikacijama s primorjem,  na kraljev je nalog i trošak 1775. godine pokrenuta gradnja ceste pod vodstvom inženjerijskoga časnika Vinka Struppija. 
Sama trasa ceste počinje u Karlovcu te se preko Kapele, Brinja i Vratnika spuštala do Senja. U čast svog inicijatora dobila je nova cesta naziv Via Josephina, tj. Jozefinska ili Josipova cesta.
Trasa ceste položena je tako da je prolazila naseljima i drugim istaknutim točkama, slijedeći uz to približno potez već korištenoga puta. Stoga je cesta imala mnogo izgubljenih padova i vrlo strmih odsjeka, prije svega na prijelazu preko Velike Kapele i na spustu s Vratnika u Senjsku Dragu. Maksimalni nagibi na navedenim sektorima dostižu na nekim mjestima 20 % do 30 %.
O održavanju Jozefine brinulo se 220 cestara, približno 2 po kilometru, koje je davala svaka graničarska regimenta za svoje područje. 1873. godine pušteni su u promet i vojni transporti zaprežnim kolima, a s njima su radi lakšega odvijanja komunikacije otvorene poštanske stanice u kojima su se izmjenjivali konji. Redovni poštanski promet na relaciji Beč – Zagreb – Karlovac – Senj počeo se odvijati 1786. godine.

## Knežićeva Jozefinska cesta (1833. – 1845.)
Struppijeva cesta, izgrađena s ciljem povezivanja postojećih naselja što kraćim putem, uz težište na solidnosti i masivnost izvedbe, predstavljala je odlično i na daleko poznato cestograđevno remek-djelo, koje se u tadašnjoj literaturi pohvalno isticalo. Međutim, takva izvedba ceste koja je uključivala i velike nagibe nije bila u potpunosti prikladna za promet kola te je vojska nakon same gradnje kontinuirano težila unaprijediti je. Već krajem 18. stoljeća pod vodstvom podmaršala Filipa Vukasovića, budućega graditelja Lujzijanske ceste, izvršeni su novi radovi. 1803. godine sastavljen je prijedlog gradnje posve nove ceste na istoj relaciji, no on nije zaživio zbog izbijanja Napoleonskih ratova.
Završetkom modernije i propusnije Lujzijanske ceste od Karlovac do Rijeke 1811. godine došlo je do drastičnoga pada putničkoga i teretnoga prometa po Jozefini te povezano za time pada prometa Senjske luke. Dvorsko ratno vijeće u Beču u sporazumu s Krajiškim glavnim zapovjedništvom u Zagrebu podržalo je stoga izgradnju nova moderne ceste od Karlovca do Senja. Gradnja nove ceste izvršena je pod vodstvom graničarskog časnika Josipa Kajetana Knežića od 1833. do 1845. godine.
Trasa od Karlovca do Josipdola nije mijenjana, dok je od Josipdola napravljena nova trasa preko Velike Kapele na Vratnik i Senjsku Dragu. Sama cesta je bila nešto duža (115 km ), ali je po svojim prometnim karakteristikama bila znatno povoljnija. Maksimalni nagib ne prekoračuje 5 do 6 %, što vrijedi i za današnje ceste.

## Današnje stanje
Cesta je nakon oštećenja u II. svjetskome ratu obnavljana te je njena trasa asfaltirana u drugoj polovici 20. stoljeća. I danas se koristi za putnički i teretni prijevoz. Iako mnogo toga nije sačuvano, obelisk u Karlovcu, Velika vrata u Senju, mostovi, sunčane ure, miljokazi i ostali sačuvani spomenici predstavljaju trajnu kulturnu baštinu.

## Karlovački miljokaz
Karlovački miljokaz označava početak ceste Jozefina.

### Zapis na miljokazu
| Latinski | Latinski                                       |                                                                                                 | Hrvatski                                        | Hrvatski                                        |
| Gornji zapis | Gornji zapis                                   | Gornji zapis                                                                                    | Gornji zapis                                    | Gornji zapis                                    |
| --- | ---------------------------------------------- | ----------------------------------------------------------------------------------------------- | ----------------------------------------------- | ----------------------------------------------- |
| IOSEPHINÆ PRINCIPIUM                                                                                             | IOSEPHINÆ PRINCIPIUM                           |                                                                                                 | POČETAK JOZEFINE                                | POČETAK JOZEFINE                                |
| Zapis s prednje strane                                                                                           |                                                |                                                                                                 |                                                 |                                                 |
| AB ISTHOC LAPIDE DISTAT _ _ MILL:GERM:                                                                           | AB ISTHOC LAPIDE DISTAT _ _ MILL:GERM:         |                                                                                                 | OD OVOG KAMENA UDALJENOST U GERMANSKIM MILJAMA: | OD OVOG KAMENA UDALJENOST U GERMANSKIM MILJAMA: |
| Fluv: Savus Zagrabium Warasdinum Fluv: Dravus Czaktornya Fluv: Mura Kermentinum Savaria Gynsium Sopronium VIENNA | 6 ½ 7 ½ 17 ½ 17 ¾ 19 21 29 32 ¾ 35 ½ 40 ½ 49 ½ | Rijeka Sava Zagreb Varaždin Rijeka Drava Čakovec Rijeka Mura Kirmied Sambotel Kiseg Šopron BEČ  | 6 ½ 7 ½ 17 ½ 17 ¾ 19 21 29 32 ¾ 35 ½ 40 ½ 49 ½  |                                                 |
| Zapis sa zadnje strane                                                                                           |                                                |                                                                                                 |                                                 |                                                 |
| AB ISTHOC LAPIDE DISTAT _ _ MILL:GERM:                                                                           | AB ISTHOC LAPIDE DISTAT _ _ MILL:GERM:         |                                                                                                 | OD OVOG KAMENA UDALJENOST U GERMANSKIM MILJAMA: | OD OVOG KAMENA UDALJENOST U GERMANSKIM MILJAMA: |
| Fluv: Mressnica pen: Thogu: Merusium sive Modrusa Mont: Capellæ magn: Vertx Vertex: Mont: Vratnik SEGNIA         | 5 7 8 ¼ 12¼ 13 ½                               | Rijeka Mrežnica, Tounj Merusium ili Modruš Prijevoj planine Velika Kapela Prijevoj Vratnik SENJ | 5 7 8 ¼ 12¼ 13 ½                                |                                                 |

### Galerija
- Gornji natpis karlovačkog miljokaza.
- Prednja strana karlovačkog miljokaza
- Stražnja strana karlovačkog miljokaza

## Senjski miljokaz
Senjski miljokaz označava kraj ceste Jozefine. Ovaj miljokaz nije zaseban kamen, kao karlovački miljokaz, već je u pitanju natpis na senjskim gradskim vratima.

### Zapis na miljokazu
| Latinski | Latinski                                                        | | Hrvatski                                                        | Hrvatski      |
| --- | --------------------------------------------------------------- | --- | --------------------------------------------------------------- | ------------- |
| IOSEPHINÆ FINIS | IOSEPHINÆ FINIS                                                 | | KRAJ JOZEFINE                                                   | KRAJ JOZEFINE |
| AB IST HIS TERMINIS DISTAT _ _ MILL: GERM: | AB IST HIS TERMINIS DISTAT _ _ MILL: GERM:                      | OD OVE GRANICE UDALJENOST U GERMANSKIM MILJAMA: | OD OVE GRANICE UDALJENOST U GERMANSKIM MILJAMA:                 |               |
| Vertex Mont: Vratnik Mont: Capellæ mang: Vertx Merussium sive Modrussa Fluv: Mressnica pon: Thogu Carlostad: & Fl. Colapis Fluv: Savus Zagrabium Warasdinum Fluv: Dravus Czaktornya Fluv: Mura Kermentinum Savaria Gynsium Sopronium VIENNA | 1 ¼ 5 ¼ 6 ½ 8 ½ 13 ½ 20 21 31 31 ¼ 32 ½ 34 ½ 42 ½ 46 ¼ 49 54 63 | Prijevoj Vratnik Prijevoj planine Velika Kapela Merusium ili Modruš Rijeka Mrežnica, Tounj Karlovac i rijeka Kupa Rijeka Sava Zagreb Varaždin Rijeka Drava Čakovec Rijeka Mura Kirmied Sambotel Kiseg Šopron BEČ | 1 ¼ 5 ¼ 6 ½ 8 ½ 13 ½ 20 21 31 31 ¼ 32 ½ 34 ½ 42 ½ 46 ¼ 49 54 63 |               |

## Galerija znamenitosti
- Jozefina uz Carsko vrilo u Majoriji.
- Grobnica Josipa Kajetana Knežića iza kapele sv. Mihovila.
- Kapela sv. Mihovila u Majoriji.